# Heinrich Lange (Politiker, † 1466)
Heinrich Lange, auch Hinrik oder Henricus Lange I. (* vor 1431; † 1466) war ein Ratsherr und Bürgermeister der Hansestadt Lüneburg und Chronist.

## Leben
Heinrich Lange war 1431 Barmeister der Sülze zu Lüneburg und ebenfalls 1431 Ratsherr in Lüneburg. 1446 wurde er Bürgermeister. Er vertrat, wenn auch weniger energisch als Johann Springintgut, das später energisch durchgeführte Vorhaben des patrizischen, d. h. Sülfmeisterfamilien-Rates, die gesamten bedeutenden Schulden, welche die Hansestadt namentlich in den Sate-Unruhen gemacht hatte, auf die reichen Salzpfannenbesitzer, zumeist Klöster und Stifter, die „Pleterprälaten“ abzubürden. Dieser Versuch gab dem Propst des Klosters Lüne, Dietrich Schaper die Gelegenheit, die Bürger gegen den Rat aufzubringen. Der Rat wurde im Lüneburger Prälatenkrieg abgesetzt und durch einen Neuen Rat ersetzt. Auch Lange verlor 1454, damals „Director Curiae“, seine Ämter und trat erst mit der Rückkehr des Alten Rates 1456 wieder ein. Lange war sehr vermögend und machte viele kirchliche Stiftungen.
In seiner ersten Ehe heiratete er Elisabeth (Beke) Tzerstede (Sarstedt). Der jüngste Sohn aus dieser Ehe Gottfried Lange, wurde später Bischof von Schwerin.
In seiner zweiten Ehe heiratete er Vibbeke von Abbenburg, Witwe des Johannis von Abbenborg.
Die farbigen Darstellungen im Wappen der Patrizierfamilie Lange in Lüneburg zeigen einen von Silber und Rot längs geteilten Schild mit nach rechte emporsteigendem halben weißen Bären, an Maul und Tatzen rot bewehrt. Es gab aber auch den von Grün und Rot geteilten Wappenschild mit dem halben Bären: Stelle dahin welches recht oder unrecht sey. schrieb 1704 der Genealoge Büttner.
Lange hat als Chronist den Lüneburger Prälatenkrieg geschildert.